# Abutilon pycnodon
Abutilon pycnodon är en malvaväxtart som beskrevs av Bénédict Pierre Georges Hochreutiner. Abutilon pycnodon ingår i släktet klockmalvor, och familjen malvaväxter. Inga underarter finns listade i Catalogue of Life.